# 落合駅 (樺太)
落合駅（おちあいえき）は、かつて樺太豊栄郡落合町に存在した鉄道省樺太東線の駅である。

## 歴史
- 1913年（大正2年）12月17日 - 樺太庁鉄道小谷駅 - 栄浜駅開通により開業。泊栄線と称する。
- 1927年（昭和2年）11月20日 - 樺太鉄道当駅 - 知取駅間(170.5km)開業。
- 1941年（昭和16年）4月1日 - 樺太鉄道を買収し、樺太庁鉄道に編入。
- 1943年（昭和18年）4月1日 - 南樺太の内地化にともない、鉄道省（国有鉄道）に移管。
- 1945年（昭和20年）8月 - ソ連軍が南樺太へ侵攻、占領し、駅も含め全線がソ連軍に接収される。
- 1946年（昭和21年）
  - 2月1日 - 日本の国有鉄道の駅としては、書類上廃止。
  - 4月1日 - ソ連国鉄に編入。ロシア語名「ドリンスク（Долинск）」。

## 運行状況
- 上りは大泊駅行き5本と、豊原駅行き2本、大泊港駅行きが1本が運行されていた。
- 下り敷香方面は敷香駅行きと白浦駅行き各2本と知取駅行きと上敷香駅行きが各1本が運行されていた。
- 栄浜駅行きは1日6往復運行されていた。

現在はユジノサハリンスク駅とチーハヤ駅、トマリ駅発着の1往復、ユジノサハリンスク駅、ノグリキ駅発着の特急1.5往復が停車する。

## 駅周辺
- 落合町役場
- 樺太公立落合高等女学校
- 樺太公立落合商業学校

## 隣の駅
鉄道省樺太鉄道局
樺太東線
小谷駅 - 落合駅 - 新栄浜駅
樺太東線（支線）
落合駅 - 栄浜駅